# Gimnazjum w Poniewieżu

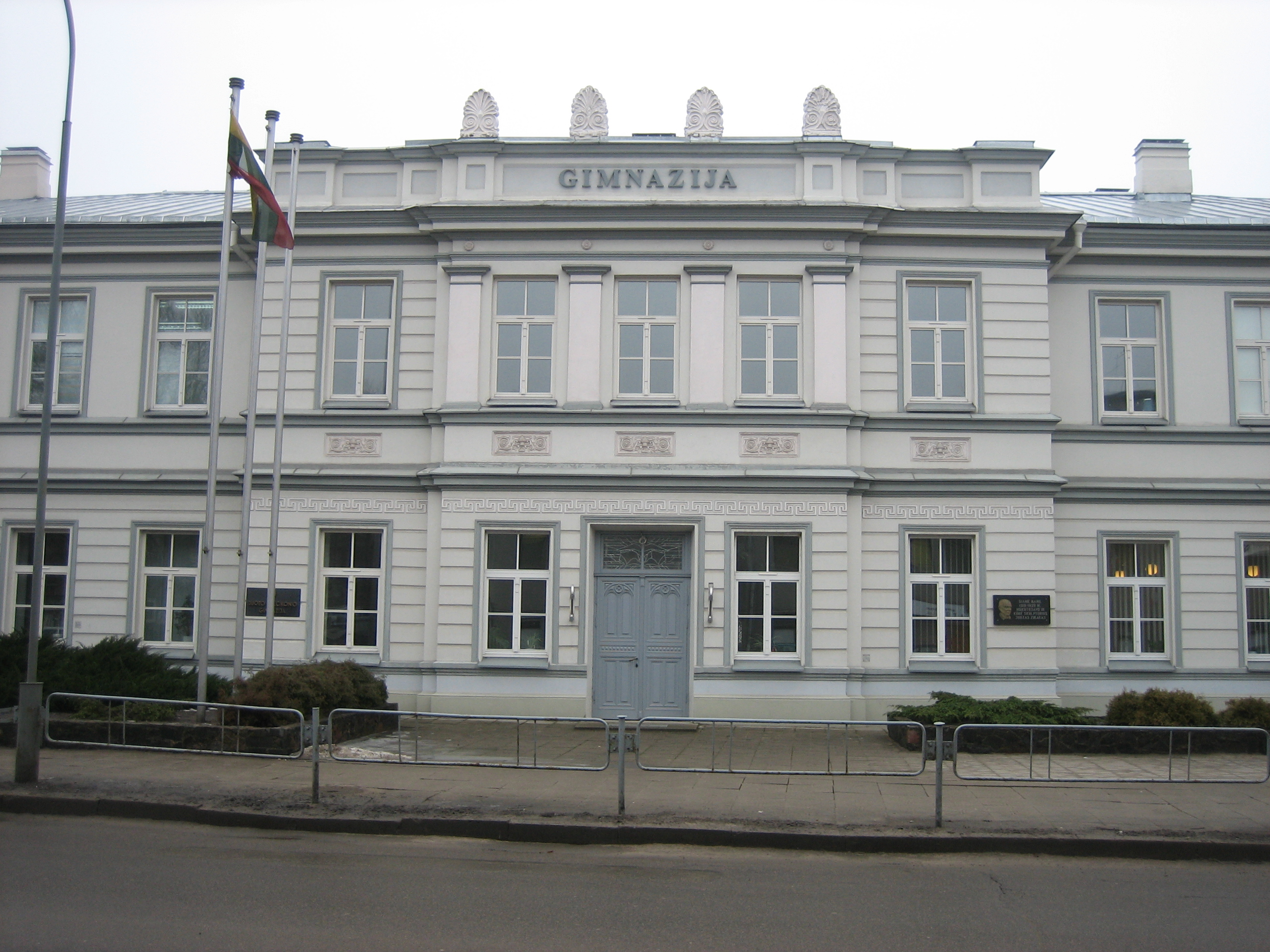
Współczesny widok gimnazjum

Gimnazjum w Poniewieżu (lit. Panevėžio gimnazija, Panevėžio Juozo Balčikonio gimnazija) – szkoła średnia działająca w Poniewieżu od II połowy XVIII wieku do czasów obecnych. 

## Historia
Gimnazjum powstało przy ufundowanym z inicjatywy starosty Krzysztofa Dębskiego klasztorze pijarów. Słynęło na całą Litwę z wysokiego poziomu nauczania prowadzonego w języku polskim. W 1834 szkoła została przekształcona w szkołę miejską. W latach 1858–1863 funkcjonowała jako gimnazjum, jednak w wyniku powstania styczniowego uległa zamknięciu przez władze carskie. Od lat 70. XIX wieku w murach gimnazjum mieściło się seminarium nauczycielskie. 
Po odzyskaniu przez Litwę niepodległości w 1918 gimnazjum wznowiło swoją działalność, tym razem w języku litewskim.